# Idaea methaemaria
Idaea methaemaria là một loài bướm đêm trong họ Geometridae.